# Uilata Fluctus
L'Uilata Fluctus è una struttura geologica della superficie di Venere.